# Stellaria calycantha
Stellaria calycantha là loài thực vật có hoa thuộc họ Cẩm chướng. Loài này được (Ledeb.) Bong. miêu tả khoa học đầu tiên năm 1832.